# Lorenzo Lunar Cardedo
Lorenzo Lunar Cardedo (* 1958 in Santa Clara, Kuba) ist ein kubanischer Schriftsteller. Ins Deutsche übersetzt ist sein Kriminalroman Ein Bolero für den Kommissar.

## Leben
Lorenzo Lunar Cardedo wurde 1958 in der zentralkubanischen Stadt Santa Clara in der Provinz Villa Clara geboren. Laut eigenen Angaben wuchs er in einem benachteiligten Viertel auf, ohne jedoch echte materielle Armut erlebt zu haben. In seiner Jugend  interessierte er sich für Bücher, Filme, Musik und den in Kuba populären Baseball. Nach dem Studium arbeitete er als Lehrer an einer technischen Hochschule und Techniker im Bauwesen. Er ist verheiratet und Vater.
Inzwischen ist Lunar Cardedo, der noch immer in Santa Clara lebt, hauptberuflich Schriftsteller und Literaturkritiker. Er veröffentlichte Romane, Erzählungen, literaturwissenschaftliche Essays und Artikel in verschiedenen kubanischen und ausländischen Zeitschriften. Lunar Cardedo hat den alternativen Verlag Cuadernos La Loma mitbegründet und leitet den Creative Writing Workshop Carlos Loveira. Die Universität Innsbruck, an der er im Jahr 2006 Writer in Residence war, bezeichnete Lunar Cardedo als „wichtige neue Stimme der lateinamerikanischen Krimiszene“. Im Rahmen eines Projektseminars wurde der Roman Que en vez de infierno encuentres gloria von Studenten der Romanistik und der Translationswissenschaft unter der Leitung von Víctor Herrera übersetzt. Er erschien unter dem Titel Ein Bolero für den Kommissar im Haymon Verlag.

## Literarisches Werk
Als literarische Einflüsse nennt Lunar Cardedo Dashiell Hammett, William Irish, James M. Cain, Raymond Chandler und Ernest Hemingway sowie in der kubanischen Literatur Lino Novás Calvo, Onelio Jorge Cardoso, Enrique Labrador Ruiz, Senel Paz, Francisco López Sacha und ganz besonders Leonardo Padura. Seine literarische Figur Leo Martin, den Hauptkommissar eines turbulenten Viertels von Santa Clara, hat er explizit als einen „Philip Marlowe von Santa Clara“ konzipiert. An anderer Stelle beschrieb er: „Leo ist das, was ich hätte sein können, wenn ich statt eines Studiums den Militärdienst absolviert hätte, im Alter von 18 Jahren im Angolakrieg gewesen wäre und, nachdem ich dann glücklicherweise lebend zurückgekehrt wäre, keine andere Möglichkeit gehabt hätte, als Polizist zu werden.“
Seinen ersten Roman mit Leo Martin Échame a mí la culpa hat Lunar Cardedo als einen „Angriff auf die kubanische Detektivliteratur“ geschrieben. Er nahm mit dem Roman im gesellschaftskritischen Stil von Leonardo Padura 1996 am nationalen Wettbewerb Literatura Policiaca Aniversario de la Revolución teil, der explizit eine „ideologisch engagierte Polizeiliteratur“ fördern sollte, die sich im Namen der kubanischen Revolution gegen inner- und außerstaatliche Feinde richtet. Zu seiner eigenen Überraschung gewann er den Preis, ohne allerdings dessen politisches Korsett für die Zukunft aufbrechen zu können. Für die Veröffentlichung in Spanien wurde der Roman noch einmal umgeschrieben und erschien 2003 als Que en vez de infierno encuentres gloria.
Nach der Übersetzung ins Deutsche und anschließenden Lesungen während Lunar Cardedos Aufenthalts in Österreich wurde Ein Bolero für den Kommissar auch in österreichischen Feuilletons besprochen. So verlieh Österreich 1 dem Roman das „Prädikat: lesenswert als Krimi, aber (wenn nicht vor allem!) auch zur Verdeutlichung eines höchst widersprüchlichen Kubabildes, abseits von ‚Tropensozialismus‘, Rum- und Buena-Vista-Seligkeit.“ Für Helmut Kretzl in der Wiener Zeitung wird der Roman „zu einer Expedition in die triste kubanische Gegenwart“, die „schon vor der Verübung eines Verbrechens aus den Fugen“ geraten ist. Die „kurzen, knochentrockenen“ Sätze verliehen dem Buch „den schnoddrigen Tonfall eines Fünfziger-Jahre-Krimis“. Sebastian Fasthuber im Standard findet den Roman weniger wegen seines Mordfalls lesenswert als wegen „seiner Schilderungen der kubanischen Realität“. Das Viertel, in dem der Kommissar ermittelt, stehe dabei als Metapher für ganz Kuba.

## Veröffentlichungen

### Romane
- El último aliento, Verlag Capiro, Kuba 1995.
- Échame a mí la culpa, Verlag Capitán San Luis, Kuba 1999.
- Cuesta abajo, Verlag Capiro, Kuba 2002.
- El que a hierro mata, Verlag Ojo x Ojo Ediciones, Kuba 2002.
- Que en vez de infierno encuentres gloria, Verlag Zoela, Spanien 2003.
  - deutsch: Ein Bolero für den Kommissar. Mit einem Nachwort von Rebeca Murga. Aus dem kubanischen Spanisch von Studierenden der Universität Innsbruck. Haymon, Innsbruck 2006, ISBN 3-85218-478-9.
- De dos pingüe, Verlag Capiro, Kuba 2004.
- Polvo en el viento, Verlag Plaza Mayor, Puerto Rico 2005.
- El preso de la celda „raíz cuadrada de 169“, in der Reihe La Casa Ciega, Auswahl und Vorwort von Fernando Martínez Laínez, Verlag EDAF, Spanien 2005.

### Erzählungen in Anthologien
- Palabra de sombra difícil (Kubanische Erzählungen der „Generation der 90er“), Verlag Letras Kubanas, Kuba 2002.
- Nadie quiere mentir (Auswahl erotischer Kurzgeschichten aus Kuba), Verlag Ediciones Ácana, Kuba 2001.
- Nosotros los que nos quedamos (Sammlung kubanischer Kurzgeschichten), Brasilien 2001.
- De Cuba te cuento (Anthologie kubanischer Erzählungen), Verlag Plaza Mayor, Puerto Rico 2002.
- Variaciones en negro (Anthologie iberoamerikanischer Kriminalgeschichten), Verlag Plaza Mayor, Puerto Rico 2003.